# Scott Joplin
Pour les articles homonymes, voir Joplin.
Scott Joplin, né le 24 novembre 1868 au Texas (probablement à Texarkana) et mort le 1er avril 1917 à New York, est un pianiste et compositeur afro-américain. Bien qu'ayant écrit des œuvres dans plusieurs styles, y compris le classique et l'opéra, sa notoriété tient principalement à ses compositions de musique ragtime. Sa musicalité, son talent et son importance dans l’histoire du ragtime et de la musique américaine sont exceptionnels. Encore aujourd’hui, Scott Joplin demeure le plus connu des compositeurs ayant écrit des ragtimes. Ses morceaux les plus célèbres dans ce style sont le Maple Leaf Rag, publié en 1899, et The Entertainer, publié en 1902.

## Biographie

### Jeunesse et formation
On ne connaît pas précisément le lieu de naissance de Scott Joplin. Sur sa tombe, en revanche, il est indiqué qu'il est né le 24 novembre 1868,. On sait qu’il vient au monde dans le comté de Bowie au Texas. Selon le recensement américain du 18 juillet 1870, il est alors âgé de deux ans et réside dans le comté de Davis. Dix ans plus tard, la famille emménage à Texarkana, toujours au Texas, comme l'atteste le recensement de 1880. 
Scott est le deuxième enfant d'une famille de six : Monroe (né en 1861), lui-même, Robert (né en mars 1869), Josie (née en 1870), William (né en 1875) et Johnny (né en mars 1880). Leurs parents sont Florence Givins, du Kentucky, née vers 1841, et Giles Joplin, de la Caroline du Nord, né vers 1842 et qui a grandi dans la condition d'esclave.

Le père de la famille Joplin est cheminot et la mère travaille comme lavandière et femme de ménage. Comme ils pratiquent tous deux la musique (Giles est violoniste et Florence banjoïste et chanteuse), leurs enfants grandissent dans un environnement musical : les frères et sœurs de Scott jouent de la guitare, de la trompette ou chantent dans des chorales.

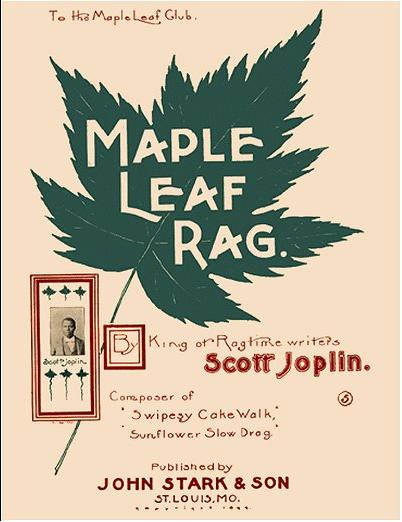
Maple Leaf Rag, publié en 1899

Le premier contact du jeune Scott avec le piano a probablement lieu lorsque sa mère travaille comme femme de ménage dans la maison d'une famille blanche. On rapporte aussi que Scott était fasciné par le piano de l'un de ses voisins, et qu'il commença à jouer de cet instrument dès l'âge de huit ans. Selon certaines anecdotes, il apprend les rudiments du piano par lui-même, en autodidacte, quand il va jouer chez les voisins où sa mère travaille. Joplin fera d’ailleurs allusion à cette histoire dans son opéra Treemonisha (1911), dont l'action se situe près de Texarkana : « Dans la préface, Joplin nous apprend que l'héroïne, Treemonisha, à l'âge de sept ans, fut éduquée par une femme blanche du voisinage en échange des travaux ménagers que sa mère faisait chez elle ». » On peut voir là une sorte d'hommage rendu par Scott à sa mère pour sa formation musicale. Quant à son père, bien qu'il soit pauvre, il lui offre un piano ainsi que des leçons du professeur de musique Julius Weiss (en),. Ce dernier, conscient du talent de Scott, l'initie très jeune à la musique. Il lui apprend les techniques de l’harmonie et celles de la composition, ainsi que les genres musicaux européens, comme l’opéra.
Dans les années 1880, Scott fait un voyage à Saint-Louis, dans le Missouri, une ville qui deviendra un centre important du ragtime. C’est aussi à cette époque que sa carrière musicale débute.

### Début de sa carrière musicale et succès
Au début des années 1890, après avoir voyagé à travers le Midwest, Joplin commence sa carrière musicale comme cornettiste avec le Queen City Concert Band.
En 1894, il déménage à Sedalia, dans le Missouri, où il travaille comme pianiste dans des clubs comme le Maple Leaf et le Black 400. Parallèlement, il donne des cours de musique à plusieurs jeunes musiciens comme Arthur Marshall, Scott Hayden et Brun Campbell qui deviendront des compositeurs de ragtime.
C'est en 1895, à Syracuse, qu'il publie sa première œuvre, la chanson Please Say You Will, bientôt suivie d'une autre, A Picture of Her Face.
En 1896, il prend des cours de musique au George R. Smith College (en) à Sedalia,,. Toutefois, en raison d’un incendie survenu en 1925, qui détruisit tous les documents de cette institution, on ignore le niveau de scolarité atteint par Joplin. Sa carrière de compositeur se poursuit avec la composition de deux marches et d'une valse.
L'année 1899 est celle d'une de ses compositions les plus célèbres : le Maple Leaf Rag. Cette pièce devient un véritable phénomène dans l'environnement musical américain, et la partition se vendra à au moins un million d'exemplaires dans les années qui suivent. C'est d'ailleurs la première composition dont la partition atteint ces ventes. Cependant, le compositeur touche une part infime sur chaque vente de ses morceaux (un cent par vente). La publication du Maple Leaf Rag fait de Joplin l'une des grandes figures de ce nouveau courant musical, et son nom devient bientôt synonyme de ragtime. Cette même année, il publie aussi Original Rags, mais son succès est moindre que pour le Maple Leaf Rag. Joplin compose ensuite The Ragtime Dance (publiée en 1902), une pièce dramatique pour danseurs et narrateur chantant. La pièce est présentée au Wood’s Opera House de Sedalia le 24 novembre 1899,.
En 1900, toujours à Sedalia, il compose un dernier rag, Swipesy Cakewalk (en), avec Arthur Marshall, puis il déménage à Saint-Louis avec Bella, qu'il vient d'épouser. C’est dans cette ville, entre 1900 et 1903, qu'il écrit plusieurs pièces importantes : The Entertainer, Elite Syncopations, March Majestic, Ragtime Dance et The Strenuous Life, un hommage au président Theodore Roosevelt. Son nom est déjà très connu à cette époque.
Son mariage avec Bella s'étant terminé par un divorce, Joplin épouse Freddie Alexander à Little Rock en 1904. Après le mariage, ils se rendent en train à Sedalia, en s'arrêtant au passage dans différentes villes pour y donner des concerts. Deux mois seulement après le mariage survient un événement tragique : Freddie meurt le 10 septembre, à l’âge de 20 ans, d’une pneumonie consécutive à une grippe,. Le Ragtime Waltz Bethena, qu'écrit Joplin en 1905, évoque sa relation avec Freddie Alexander ; c'est un morceau très triste et difficile à jouer. Joplin ne retournera plus à Sedalia après les funérailles de sa bien-aimée. C'est justement à partir de ce moment-là que Scott Joplin voit sa carrière décliner et sa situation financière devenir de plus en plus difficile, du fait qu'il est très mal payé comparativement au succès que rencontrent ses œuvres. Il reste à Saint-Louis, où il occupe quelques petits emplois ici et là afin de mettre un peu d'argent de côté.

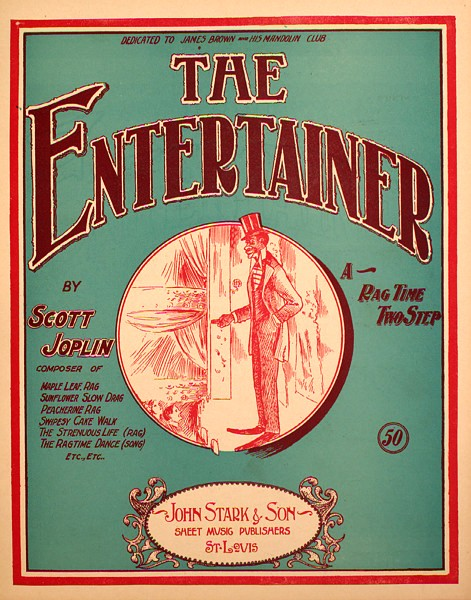
The Entertainer, publié en 1902.

### Sa vie à New York
En 1907, à Chicago, il travaille avec Louis Chauvin, un jeune pianiste exceptionnel qu’il a rencontré à Saint-Louis, avec qui il compose Heliotrope Bouquet, un slow drag très mélodique. Durant l’été de la même année, Scott se rend à New York afin de trouver du financement pour son opéra Treemonisha. C’est là qu'il rencontre Joseph Lamb, lui aussi compositeur de ragtime. Ils deviennent amis et établissent une solide relation sur le plan musical. Joplin recommande à son éditeur, John Stillwell Stark, de publier certaines œuvres de Lamb, notamment Sensation, un ragtime composé par eux deux. Joseph Lamb deviendra l'un des trois plus importants compositeurs de ragtime de tous les temps, avec Scott Joplin et James Scott.
Jusque-là, Joplin publiait toutes ses œuvres chez Stark, mais il décide en 1908 de trouver de nouveaux éditeurs. L'un des plus importants est Seminary Music au Tin Pan Alley, qui embauchera plus tard Irving Berlin, qui deviendra l'un des plus grands compositeurs américains. Cette même année, il fait publier School of Ragtime, qui est une sorte de méthode d'apprentissage du piano ragtime avec des exercices faciles. En 1910, Joplin publie un seul ragtime, intitulé Stoptime Rag, puis en 1911, son deuxième opéra (le premier a été perdu) Treemonisha et Felicity Rag (publié avec Scott Hayden).

### Treemonisha et déclin de sa santé
Treemonisha est un opéra écrit par Scott Joplin et publié en mai 1911. L’histoire a pour cadre un village rural de l’Arkansas, non loin de l'endroit où Scott a grandi à Texarkana. Cet opéra rend hommage non seulement à sa mère, quand il montre comment Treemonisha fut éduquée dans une famille blanche, mais aussi à Freddie, sa deuxième femme, en situant l’action en septembre 1884, le mois et l'année de sa naissance.
L'histoire montre Treemonisha, la seule afro-américaine instruite du village, qui affranchit les villageois de l’ignorance. La morale véhiculée par Joplin, qui voyait les problèmes des communautés afro-américaines, c'est que l’égalité raciale viendrait avec l’éducation,. La partition de cet opéra, publiée en 1911 dans l'American Musician and Art Journal, était accompagnée d'une critique assez approfondie.

### Vie privée
En 1901, il épouse Belle Hayden, le couple divorce en 1904.
Le 14 juin 1904, il épouse Freddie Alexander qui décède prématurément des suites d'une pneumonie le 10 septembre 1904,.
En 1909, il épouse Lottie Stokes (1877-1954),.

### Fin de vie
En 1913, avec sa troisième et dernière épouse, Lottie, il fonde une maison d’édition où il publie Magnetic Rag (en) l'année suivante. Ses dernières compositions (des rags, une scène de vaudeville, une pièce musicale, une symphonie et un concerto pour piano) ont toutes été perdues et n'ont jamais été publiées.
On a dit[réf. nécessaire] que Scott Joplin ne comptait pas parmi les meilleurs pianistes de son temps, mais cela était probablement dû aux premiers symptômes de la syphilis, qui provoque un manque de coordination des doigts. Nous ne savons pas vraiment quel était le niveau professionnel de sa prestation au piano ; certains affirment qu’il était l'un des meilleurs pianistes au monde, se basant en particulier sur des enregistrements d'époque par la remarquable « méthode pianola » qui reproduit fidèlement le style des interprètes, d’autres qu’il « jouait lentement, mais avec beaucoup de précision ».
En 1916, sa santé commence à se détériorer, car la syphilis (dont il souffrait probablement depuis une vingtaine d'années déjà) a atteint la phase tertiaire au point de le rendre schizophrène. Il est hospitalisé vers la mi-janvier 1917, puis transféré au Manhattan Psychiatric Center (en) de New York, un hôpital psychiatrique, où il s’éteint le 1er avril 1917 à l'âge de 48 ans,.
Scott Joplin repose au cimetière Saint-Michel (Saint Michael's Cemetery) d'East Elmhurst, dans l'état de New York,.

## Prix, distinction, hommages
La musique de Joplin et le ragtime ont fini par perdre de leur popularité, se diluant dans le jazz en évoluant vers d'autres styles musicaux comme le stride. Néanmoins, le ragtime demeure un genre musical important dans l'histoire de la musique en général, afro-américaine en particulier. Quant à la filiation directe entre le ragtime et le jazz, il est remarquable qu'un musicien de jazz aussi incontestable que Sidney Bechet (1897-1959) ne parlait pas lui-même de « jazz » à propos de sa propre musique, mais, encore à la fin des années 1950, de « ragtime »,. Mais à partir des années 1970, il connait un regain de reconnaissance.
- 1970 : entrée de Scott Joplin au Songwriters Hall of Fame de la National Academy of Popular Music (en)[46].
- 1972 : première de l’opéra Treemonisha, donnée au Morehouse College d'Atlanta[47].
- 1974 : un de ses morceaux les plus célèbres, The Entertainer, atteint la troisième place du Billboard Hot 100[48], après avoir été popularisé par la bande son du film The Sting (L'Arnaque), lauréat de plusieurs Oscars
- 1976 : lauréat à titre posthume, du prix Pulitzer, mention "prix spécial", pour sa contribution à la musique américaine[49],[50].
- 1976 : la maison que Scott Joplin habita de 1901 à 1903 à Saint Louis dans le Missouri est inscrite au Registre national des lieux historiques (National Register of Historic Places)[51], elle est considérée comme un site historique du Missouri[52].
- 1983 : l'United States Postal Service édite un timbre de 20 cents à l'effigie de Scott Joplin pour sa contribution à culture afro-américaine, dans sa série "Black Heritage"[53],[54],[55].
- 1987 : entrée de Scott Joplin au Big Band and Jazz Hall of Fame (en)[11].
- 1989 : cérémonie d'inscription de son étoile sur le St. Louis Walk of Fame (en)[56].
- 2002 : les rouleaux de piano pneumatique de Scott Joplin sont déposés au Registre national des enregistrements (National Recording Registry) de la Bibliothèque du Congrès[57],[58], cette collection comprend sept rouleaux de piano pneumatique (piano rolls) encodés entre avril et juin 1916, et reproduisent sa propre interprétation de Magnetic Rag, Weeping Willow, Something Doing, Pleasant Moments, Ole Miss Rag et deux versions de Maple Leaf Rag[59].
- 2012 : son nom est donné à un cratère d'impact sur la planète Mercure, Joplin[60].

### Une fondation internationale du ragtime
La Scott Joplin International Ragtime Foundation est une association qui s'est donné pour mission de faire comprendre et apprécier la contribution de Scott Joplin à la musique ragtime, en même temps que l’importance historique de la ville de Sedalia.
Cette fondation organise chaque année un festival ragtime d'une semaine.

## Sa musique, son style

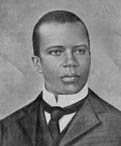

C'est dans le ragtime que l'on peut tout particulièrement observer ce phénomène du mariage de la musique classique et de la musique africaine. Le rythme syncopé du ragtime ajoute une touche africaine à un style de musique relativement classique : « Ainsi, tandis que la forme, le jeu de la main gauche, l'harmonie et le mouvement chromatique dérivent tous finalement de sources européennes, les éléments rythmiques ont des racines africaines et le mélange qui en résulte constitue la quintessence de la musique afro-américaine ».

## Liste des compositions

### Ragtime,marchesetvalses

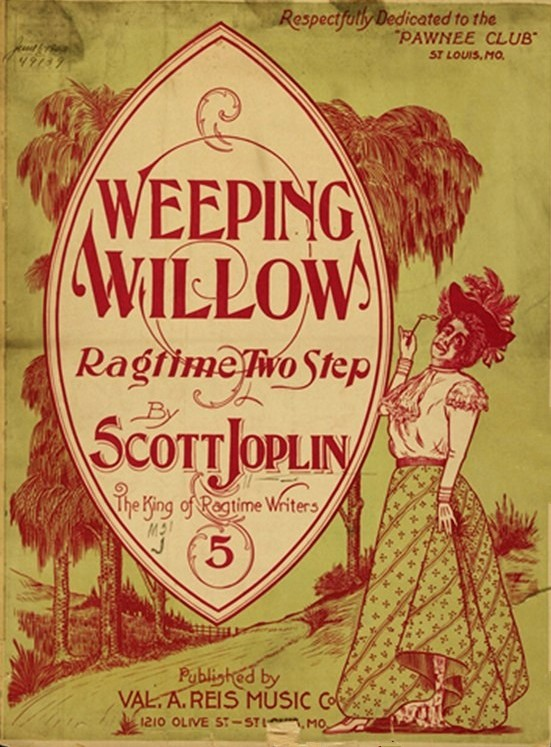
Weeping Willow (1903)

Les dates correspondent aux années de publication. 

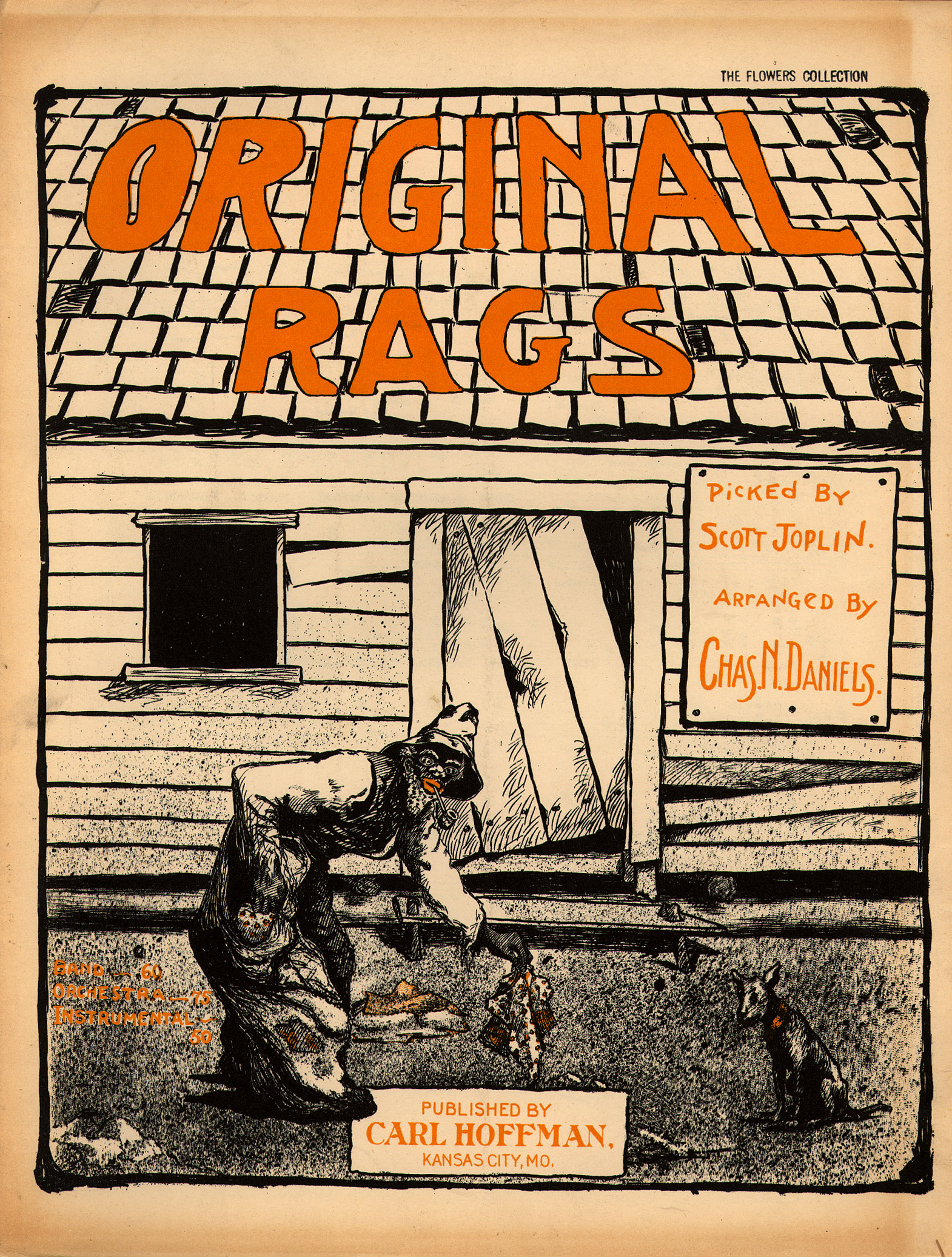
Original Rags (1899)

1896
- Great Crush Collision - March
- Combination - March
- Harmony Club - Waltz

1899
- Original Rags
- Maple Leaf Rag

1900

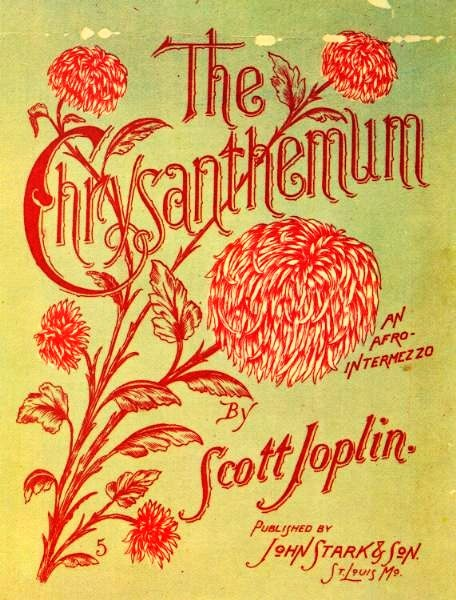
The Chrysanthemum (1904)

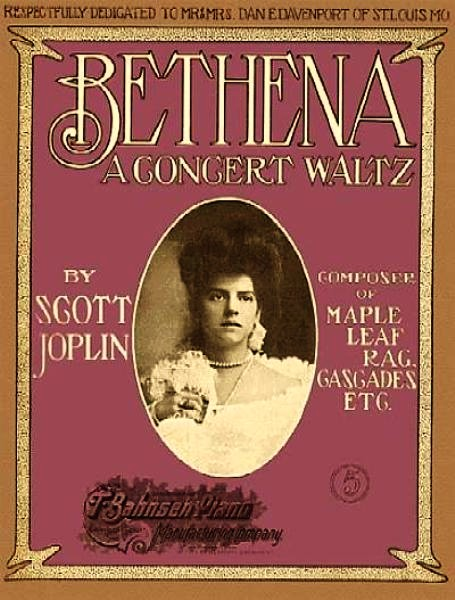
Bethena (1905)

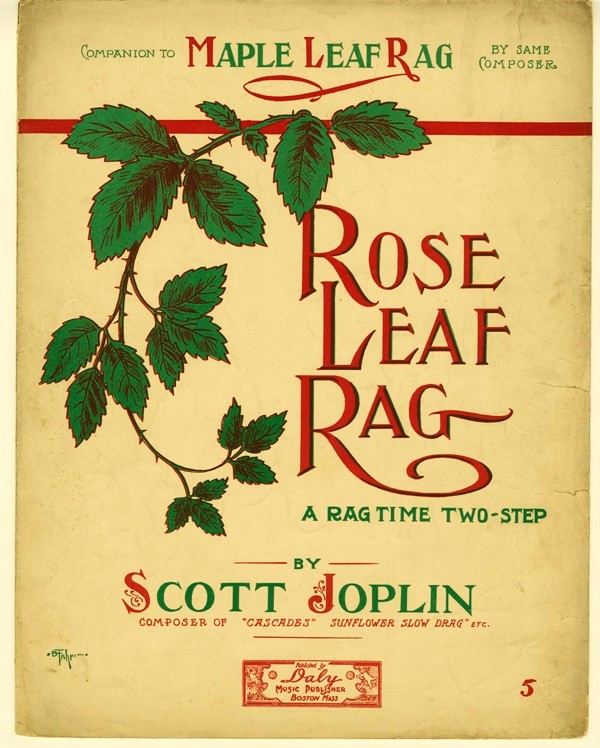
Rose Leaf Rag (1907)

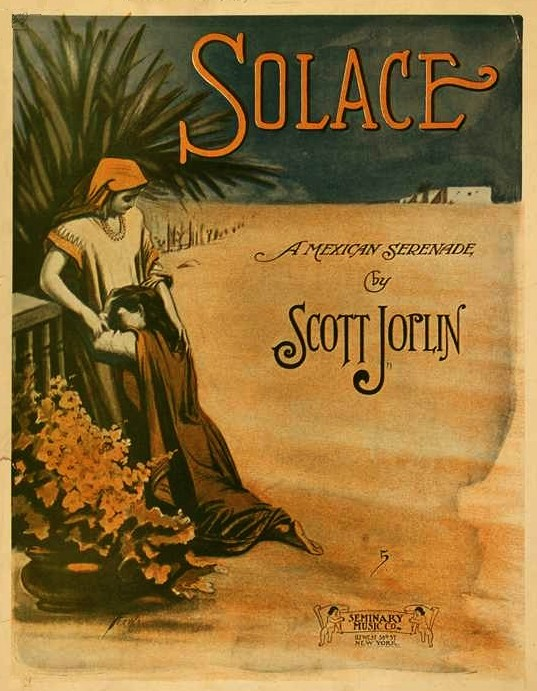
Solace (1909)

- Swipsey - Cake Walk (avec Arthur Marshall)

1901
- Sunflower Slow Drag - A Ragtime Two Step (avec Scott Hayden)
- Augustan Club - Waltz
- Peacherine Rag
- The Easy Winners - A Ragtime Two Step

1902
- Cleopha - March and Two Step
- The Strenuous Life - A Ragtime Two Step
- A Breeze From Alabama - A Ragtime Two Step
- Elite Syncopations
- The Entertainer - A Ragtime Two Step
- March Majestic

1903
- Something Doing - Cake Walk March (avec Scott Hayden)
- Weeping Willow - Ragtime Two Step
- Palm Leaf Rag - A Slow Drag

1904
- The Favorite - Ragtime Two Step
- The Sycamore - A Concert Rag
- The Chrysanthemum - An Afro Intermezzo
- The Cascades - A Rag

1905
- Bethena - A Concert Waltz
- Binks' Waltz
- Leola - Two Step
- Rosebud - Two Step

1906
- Eugenia
- Antoinette - March and Two Step
- The Ragtime Dance - Two Step

1907
- Nonpareil (None To Equal)
- Searchlight Rag - A Syncopated March and Two Step
- Gladiolus Rag
- Lily Queen - A Ragtime Two Step (avec Arthur Marshall)
- Rose Leaf Rag - A Ragtime Two Step
- Heliotrope Bouquet - A Slow Drag Two Step (avec Louis Chauvin)

1908
- School of Ragtime - 6 Exercices for Piano
- Fig Leaf Rag
- Sugar Cane - A Ragtime Classic Two Step
- Pine Apple Rag
- Sensation - A Rag (Joseph Lamb, arrangé par Joplin)

1909
- Wall Street Rag
- Solace - A Mexican Serenade
- Pleasant Moments - Ragtime Waltz
- Country Club - Ragtime Two Step
- Euphonic Sounds - A Syncopated Novelty
- Paragon Rag

1910
- Stoptime Rag

1911
- Felicity Rag (avec Scott Hayden)

1912
- Scott Joplin's New Rag

1913
- Kismet Rag (avec Scott Hayden)
- Prelude to Act 3 (de Treemonisha)
- A Real Slow Drag (de Treemonisha)

1914
- Magnetic Rag

1915
- Frolic of the Bears (de Treemonisha)

1917 (Posthume)
- Reflection Rag - Syncopated Musings

1970 (Posthume)
- Silver Swan Rag (composé vers 1914)

### Chansons

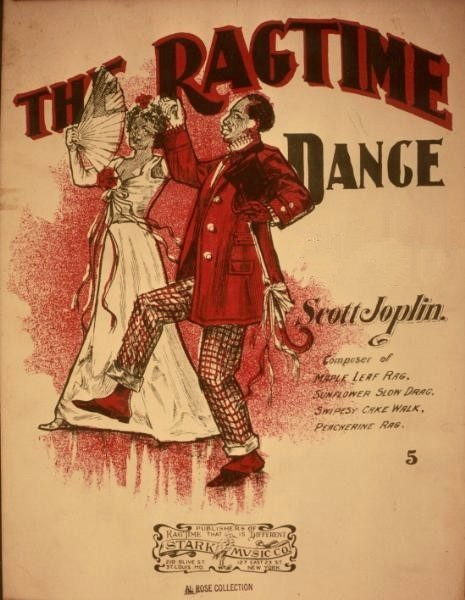
The Ragtime Dance, 1902

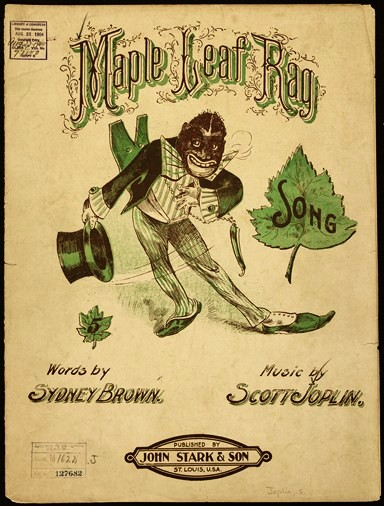
Maple Leaf Rag Song, 1904.

1895
- Please Say You Will
- A Picture of Her Face

1902

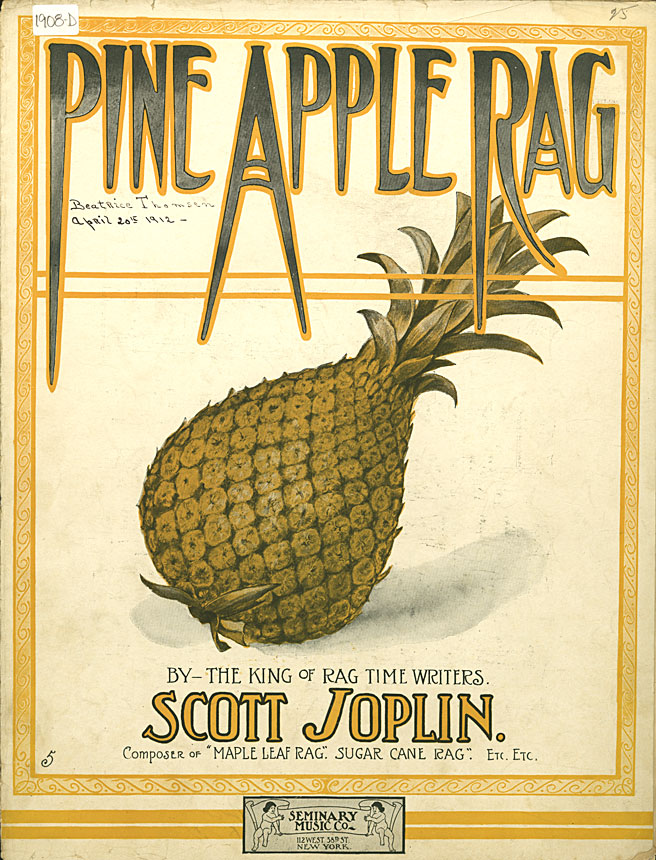
Pine Apple Rag Song, 1910.

- I Am Thinking of My Pickaninny Days (avec Henry Jackson)
- The Ragtime Dance

1903
- Little Black Baby (avec Louise Armstrong Bristol)

1904
- Maple Leaf Rag  - Song (avec Sydney Brown)

1905
- Sarah Dear (avec Henry Jackson)

1906
- Good Bye Old Gal, Good Bye (Mac Darden et H. Carroll Taylor, arrangé par Joplin)

1907
- Snoring Sampson - A Quarrel In Ragtime (Harry La Mertha, arrangé par Joplin)
- When Your Hair is Like the Snow (avec Frederick Forrest Berry)

1910
- Pine Apple Rag - Song (avec Joe Snyder)

1911
- Lovin' Babe (Al. R. Turner, arrangé par Joplin)

### Opéra
1911
- Treemonisha

### Œuvres perdues
1901
- A Blizzard

1903
- A Guest of Honor : Opera (Dude's Parade, Patriotic Patrol, Song/Inst based on Antoinette)

1905
- You Stand Good With Me, Babe

1915
- Morning Glories
- For the Sake of All
- Syncopated Jamboree (Stage Presentation)
- Pretty Pansy Rag
- Recitative Rag

1916
- If (Musical Comedy)
- Symphony No. 1
- Piano Concerto

## Anecdotes
- La musique de Scott Joplin a été utilisée pour plusieurs films, notamment L'Arnaque (dont la version soundtrack d'Easy Winners est également présente dans la boucle musicale d'ambiance de Main Street, USA, dans les parcs Disneyland), avec entre autres The Entertainer, et L'Étrange Histoire de Benjamin Button, avec Bethena.
- Il est l'un des personnages de l'histoire de Lucky Luke L'Homme de Washington.
- Le chanteur Alain Souchon évoque Scott Joplin dans sa chanson C'était menti présent sur l'album Au ras des pâquerettes sorti en 1999.